# Cypriniformes
L'ordine dei Cypriniformes comprende migliaia di pesci d'acqua dolce, suddivisi in 23 famiglie.

## Tassonomia
- Ordine Cypriniformes
  - Sottordine Cyprinoidei
    - Famiglia Acheilognathidae Bleeker, 1863
    - Famiglia Cyprinidae Rafinesque, 1815 (carpe, barbi, carassi)
    - Famiglia Danionidae Bleeker, 1863
    - Famiglia Gobionidae Bleeker, 1863
    - Famiglia Leptobarbidae Bleeker, 1864
    - Famiglia Leuciscidae Bonaparte, 1853
    - Famiglia Paedocyprididae Mayden & Chen, 2010
    - Famiglia Psilorhynchidae Hora, 1926
    - Famiglia Sundadanionidae Mayden & Chen, 2010
    - Famiglia Tanichthyidae Mayden & Chen, 2010
    - Famiglia Tincidae Jordan, 1878
    - Famiglia Xenocyprididae Günther, 1868

  - Sottordine Catostomoidei
    - Famiglia Catostomidae Agassiz 1850

  - Sottordine Gyrinocheiloidei
    - Famiglia Gyrinocheilidae Gill 1905

  - Sottordine Cobitoidei
    - Famiglia Balitoridae Swainson 1839
    - Famiglia Barbuccidae Kottelat 2012
    - Famiglia Botiidae Berg 1940
    - Famiglia Cobitidae Swainson 1838 (veri cobiti)
    - Famiglia Ellopostomatidae Bohlen & Šlechtová 2009
    - Famiglia Gastromyzontidae Fowler 1905
    - Famiglia Nemacheilidae Regan 1911 (cobiti barbatelli)
    - Famiglia Serpenticobitidae Kottelat 2012 (cobiti serpente)
    - Famiglia Vaillantellidae Nalbant & Bănărescu 1977